# منتخب هولندا تحت 19 سنة لكرة القدم للسيدات
منتخب هولندا تحت 19 سنة لكرة القدم للسيدات (بالهولندية: Nederlands vrouwenvoetbalelftal onder 19)‏ هو ممثل هولندا الرسمي في المنافسات الدولية في كرة القدم في فئة كرة قدم تحت 19 سنة للسيدات .